# 奧伊塔山
奧伊塔山（Mount Oeta）是希臘中部的一座山，位於品都斯山脈的南段。海拔2,152公尺。

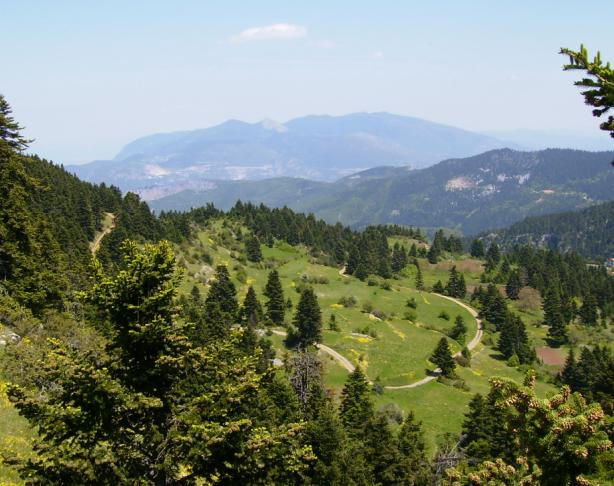
奧伊塔山

1966年，奧伊塔山與周圍地區被劃為希臘的第六個國家公園。目前奧伊塔山亦屬於歐盟提出的Natura 2000計畫的保護區範圍之內。
在希臘神話中，奧伊塔山是英雄赫拉克勒斯去世的地點。根據傳說，赫拉克勒斯在奧伊塔山山頂蓋了一個火葬堆，將自己的弓與箭給了斐洛克特底，然後把自己點燃。